# Isola dei Petrelli
L'isola dei Petrelli (in francese Île des Pétrels) è un'isola rocciosa che si trova a nord-ovest dell'isola Rostand ed è la più grande del gruppo di isole all'estremità sud-orientale dell'Arcipelago di Pointe-Géologie. Fu individuata da fotografie aeree scattate durante l'operazione Highjump, 1946-47 della marina americana e successivamente esplorata dalla spedizione antartica francese del 1949-1951 che chiamarono così quest'isola perché erano presenti numerosi nidi di petrelli delle nevi. L'isola oggi ospita la base Dumont d'Urville.

## Siti storici
L'edificio in legno noto come "Base Marret", dove sette uomini sotto il comando di Marret svernarono nel 1952 durante la spedizione antarica francese in seguito all'incendio della base Port Martin, è stato designato sito o monumento storico (HSM 47) a seguito di una proposta della Francia alla riunione consultiva del Trattato Antartico.
La croce di ferro sul promontorio nord-orientale dell'isola è dedicata alla memoria di André Prudhomme, capo meteorologo della terza spedizione dell'anno geofisico internazionale, scomparso durante una bufera di neve il 7 gennaio 1959; anche questo sito è stato designato sito o monumento storico (HSM 48).